# Kraftwerk Porsi
Das Kraftwerk Porsi ist ein Wasserkraftwerk in der Gemeinde Jokkmokk, Provinz Norrbottens län, Schweden, das am Lule älv in der Nähe des Ortes Vuollerim und ca. 2 km flussabwärts von der Mündung des Lilla Luleälven in den Lule älv liegt. Es wurde von 1956 bis 1961 errichtet. Das Kraftwerk ist im Besitz von Vattenfall und wird auch von Vattenfall betrieben.

## Absperrbauwerk
Das Absperrbauwerk besteht aus einer Wehranlage mit drei Wehrfeldern und einem Maschinenhaus in der Flussmitte, an das sich auf beiden Seiten ein Staudamm mit einer Länge von 200 m und einer Höhe von 33 (bzw. 40) m anschließt. Über die Wehranlage können maximal 2700 m³/s abgeleitet werden; die maximale Hochwasserbelastung wurde mit 3150 m³/s berechnet.

## Stausee
Bei einem Stauziel von 77,53 m über dem Meeresspiegel fasst der Stausee 28 Mio. m³ Wasser.

## Kraftwerk
Mit dem Bau des Kraftwerks wurde 1956 begonnen; es ging 1961 in Betrieb. Das Kraftwerk verfügt mit drei Kaplan-Turbinen über eine installierte Leistung von 173 (bzw. 262 oder 282) MW. Die durchschnittliche Jahreserzeugung liegt bei 1140 (bzw. 1148 oder 1150) Mio. kWh. Die Fallhöhe beträgt 33 m. Der maximale Durchfluss liegt bei 600 (bzw. 950 oder 1030) m³/s.
Das Kraftwerk ging ursprünglich mit zwei Turbinen, die jeweils 74,3 (bzw. 75 oder 76) MW leisteten, in Betrieb; die dritte Maschine mit einer Leistung von 95 (bzw. 105,1 oder 132) MW wurde 1987 installiert.  Die Nenndrehzahl der Turbinen liegt bei 115 Umdrehungen pro Minute für die ersten beiden Maschinen und 115,4 für die dritte Maschine.